# Lionneta savyi
Lionneta savyi är en spindelart som först beskrevs av Benoit 1979.  Lionneta savyi ingår i släktet Lionneta och familjen dansspindlar.
Artens utbredningsområde är Seychellerna. Inga underarter finns listade i Catalogue of Life.